# Sīāhak
Sīāhak (persiska: سیاهک) är en ort i Iran.   Den ligger i provinsen Hormozgan, i den sydöstra delen av landet, 1 000 km söder om huvudstaden Teheran. Sīāhak ligger 972 meter över havet och antalet invånare är 361.
Terrängen runt Sīāhak är kuperad åt sydväst, men åt nordost är den bergig. Runt Sīāhak är det glesbefolkat, med 8 invånare per kvadratkilometer. Närmaste större samhälle är Sīrmand, 11,8 km öster om Sīāhak. Omgivningarna runt Sīāhak är i huvudsak ett öppet busklandskap.